# 絶対恐怖 Pray プレイ
『絶対恐怖 Pray プレイ』（ぜったいきょうふ プレイ）は、2005年に公開された日本映画。若手クリエイターと若手俳優のコラボレーションによるホラー映画シリーズ第1弾。『絶対恐怖 Booth ブース』との連作となっている。単独での映画名は『Pray プレイ』（プレイ）。

## キャスト
- ミツル：玉山鉄二
- マキ：水川あさみ
- ヤスダ：篠田光亮
- シマ：豊永利行
- ユウキ：小林且弥
- 篠原愛：中澤花恋
- めぐみ：森迫永依
- 少年時代のミツル：堀本昂弥
- 女子高生：朝倉えりか
- 若い女：樋口史
- 青柳たづ子：森康子
- 妻：宮田早苗
- 夫：小日向文世
- ラジオ音声：佐藤隆太（ノンクレジット）　※関連作品の絶対恐怖 Booth ブースとの相互ゲスト

## 主題歌
- AI 「QUEEN」
- (UNIVERSAL SIGMA / ISLAND)

## スタッフ
- 監督：佐藤祐市
- 企画プロデュース：小林智浩、南條昭夫
- プロデューサー：森谷雄、西前俊典
- アソシエイトプロデューサー：木槫洋史
- ラインプロデューサー：芝祐二、保坂克己
- 技術プロデューサー：佐々木宣明
- 撮影：川村明弘
- 照明：三重野聖一郎
- 美術プロデューサー：本田邦宏
- 録音：吉田登
- 映像：吉川博文
- 記録：西浦康代
- 編集：深沢佳文
- CG・タイトルバック：本田貴雄
- 助監督：本間利幸
- 制作担当：木口洋介
- スタイリスト：棚橋公子
- メイク：橘香央里
- 製作：日本出版販売、ポニーキャニオン
- 制作プロダクション：アットムービー・ジャパン